# وادیسواف دوبروولسکی
وادیسواف دوبروولسکی (انگلیسی: Władysław Dobrowolski; ۲ ژانویهٔ ۱۸۹۶ – ۲۵ فوریهٔ ۱۹۶۹) ورزشکار دو و میدانی اهل لهستان بود.
از باشگاه‌هایی که در آن بازی کرده‌است می‌توان به باشگاه فوتبال پولونیا ورشو اشاره کرد.
وی در مسابقات کشوری و بین‌المللی در مجموع برندهٔ ۱ مدال برنز شده‌است.